# Reverend
Reverend je neakademický titul duchovního. Slovo pochází z latinského reverendus, což doslovně znamená ten, který je hoden úcty (ctihodný). Superlativ reverendissimus je vyhrazen prelátům. Dnes je tento titul užíván duchovními různých církví a náboženských společností a vyjadřuje oprávnění praktikovat duchovenskou činnost. Pokud duchovní je svou církví nebo náboženskou společností oprávněn užívat tohoto titulu, nahrazuje jím jiné označení duchovenské role, jako např. duchovní, kazatel, pastor atd. Titul je užíván před jménem zkratkou "Rev.". Akademický titul bude pak případně uveden jako druhý (např. Rev. Mgr. Novák).